# Nordhemmern
Nordhemmern ist ein Ortsteil der Gemeinde Hille im Kreis Minden-Lübbecke in Ostwestfalen.
Er liegt nördlich des Mittellandkanals und des Wiehengebirges. Im Osten grenzt Nordhemmern an den Ortsteil Holzhausen II, im Norden an Hille, im Westen und Süden an den Ortsteil Südhemmern und im Süden an den Ortsteil Hartum.

## Geschichte
Erstmals wird Nordhemmern 1033 urkundlich erwähnt. Die Bauerschaft Nordhemmern gehörte bis zu den Napoleonischen Kriegen zur Vogtei Börde im Amt Petershagen des Fürstentums Minden. Von 1807 bis 1810 gehörte Nordhemmern zum Kanton Hille des napoleonischen Satellitenstaats Königreich Westphalen. Von 1811 bis 1813 gehörte der Ort unmittelbar zu Frankreich und dort zur Mairie Hartum im Arrondissement Minden des Departements der Oberen Ems. Nordhemmern fiel 1813 wieder an Preußen und kam 1816 zum neuen Kreis Minden. Im Kreis Minden gehörte die Gemeinde zum Amt Hartum.
Bevor die Gemeinde Nordhemmern bei der kommunalen Neugliederung am 1. Januar 1973 Teil der Gemeinde Hille wurde, hatte sie eine Fläche von 10,74 km² sowie 1345 Einwohner (31. Dezember 1972). Am 31. Dezember 2022 wohnten hier 1256 Einwohner.

## Politik
Die Bevölkerung von Nordhemmern wird gegenüber Rat und Verwaltung der Gemeinde Hille seit 1973 durch einen Ortsvorsteher vertreten, der aufgrund des Wahlergebnisses vom Rat der Gemeinde Hille gewählt wird. Zurzeit (seit Herbst 2020) ist Anne Christin von Behren Ortsvorsteherin.

## Sehenswürdigkeiten

### Windmühle Nordhemmern „Greftmühle“

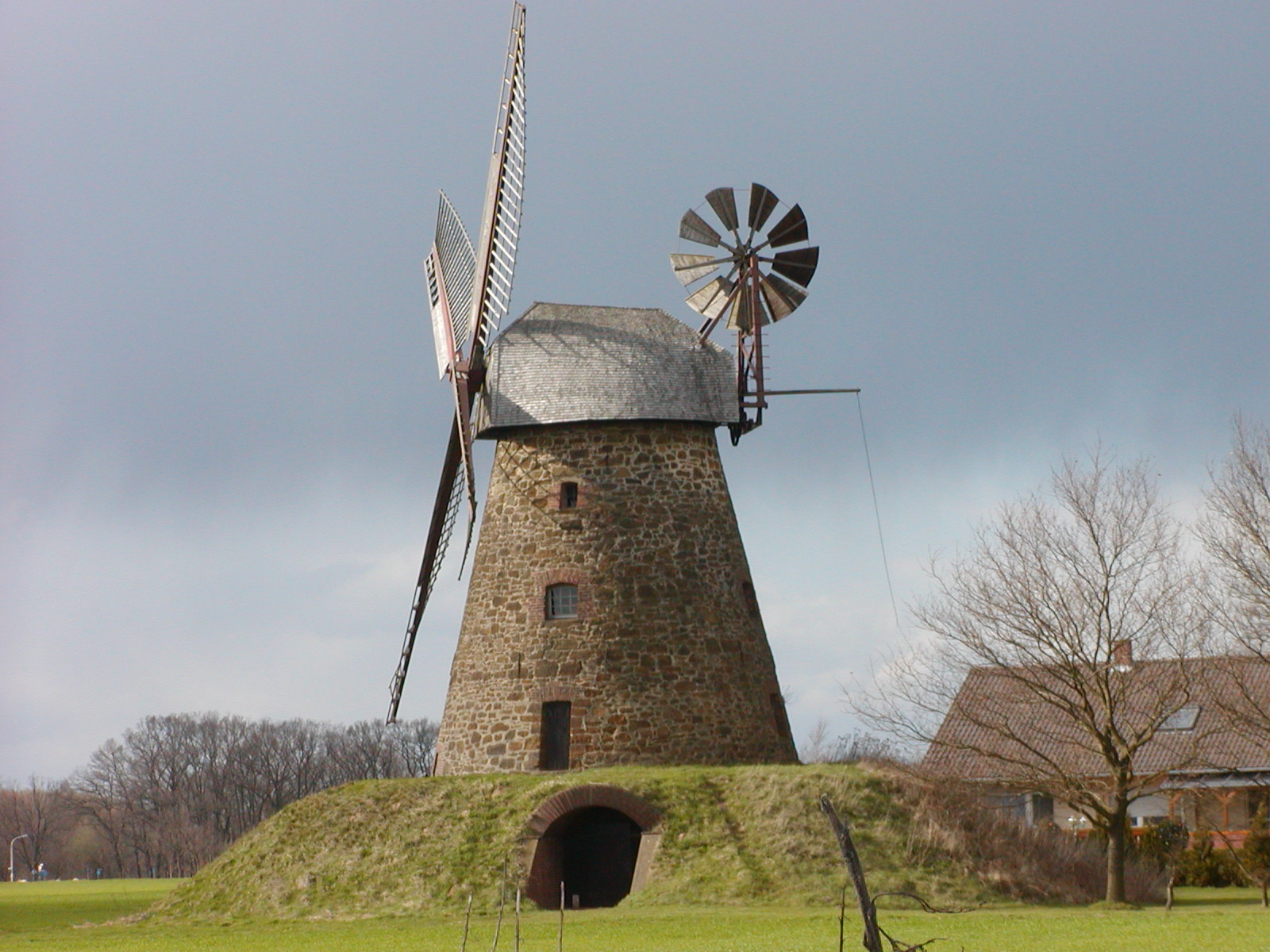
Windmühle Nordhemmern

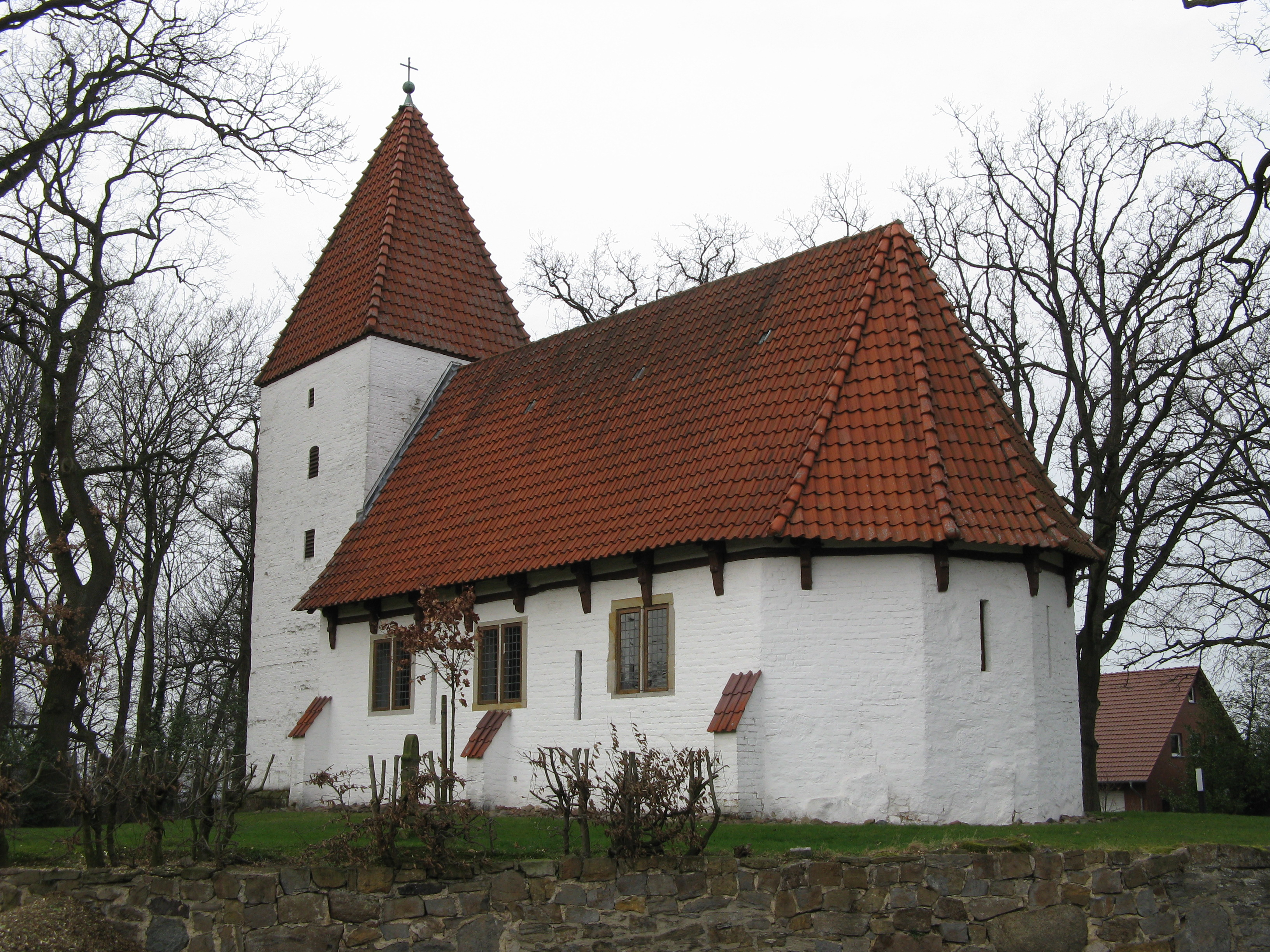
Historische Kapelle

Der konische Turm der Greftmühle, eine Wallholländer-Mühle, wurde 1938 aus groben Sandsteinen gemauert. Im Rahmen der Restaurierung erhielt die Mühle wieder windgängige Segelflügel. Ebenfalls wurde die alte 9-blättrige Windrose, die einzige im Kreisgebiet, wiederhergestellt.
Die Mühle steht auf einem äußerst windgünstigen Platz. Zeitweise gab es hier eine Bokemühle und eine Ölmühle. Technisch wurde sie zum Schluss als Motormühle betrieben. Da die Technik unvollständig ist, kann die Mühle nicht betrieben werden. Mit der Mühle gehört Nordhemmern zur Westfälischen Mühlenstraße und zur Mühlenroute.

### Historische Kapelle
Die Historische Kapelle aus dem 13. Jahrhundert stellt eine weitere Sehenswürdigkeit dar. Hier finden abwechselnd im 2-Wochen-Rhythmus mit der Kirche Holzhausen (erbaut 1560) Gottesdienste statt.